# Dancing in the Dark (pjesma Brucea Springsteena)
"Dancing in the Dark" je pjesma Brucea Springsteena s njegova albuma Born in the U.S.A. iz 1984. te ujedno prvi singl objavljen s albuma.

## Povijest
"Dancing in the Dark" bila je posljednja pjesma napisana i snimljena za album Born in the U.S.A. Springsteenovu producentu Jonu Landauu se svidio album, ali je za prvi singl htio siguran hit (onakav koji će biti svjež i odgovarajući Springsteenovu trenutnom raspoloženju jer je većina pjesama s albuma napisana dvije godine prije objavljivanja). Landau i Springsteen su se posvađali, ali je pjevač kasnije napisao "Dancing in the Dark" koja je bila rezultat njegove srditosti i frustracije oko završavanja albuma.

## Upjesi na ljestvicama
Objavljena kao singl prije izlaska albuma, pjesma je u lipnju i srpnju 1984. provela četiri tjedna na 2. mjestu Billboardove ljestvice Hot 100 (kao Springsteenova najuspješnija pjesma do tada). Prvu poziciju zauzele su pjesme "The Reflex" sastava Duran Duran i Princeova "When Doves Cry". Ipak, zauzela je prvu poziciju na Cash Box Top 100 ljestvici singlova. Bila je i jedna od rekordnih sedam singlova s albuma koji su se probili u top 10.
U Ujedinjenom Kraljevstvu, pjesma je dostigla 28. poziciju ljestvice singlova kad je objavljena u svibnju 1984. Međutim, ponovno je objavljena u siječnju 1985. te naknadno zauzela 4. mjesto na ljestvici, postavši 27. najprodavaniji singl godine.
Donijela je i prvi Grammy za Springsteena, onaj za najbolju vokalnu rock izvedbu. Osvojila je i nagradu MTV-a za najbolju koncertnu izvedbu. 1985. su je čitatelji Rolling Stonea izabrali za pjesmu godine. Pjesma je s vremenom zarađivala nova priznanja, a kao takva uvrštena je među 500 pjesama koje su oblikovale rock and roll Kuće slavnih rock and rolla.
| Država                 | Pozicija |
| ---------------------- | -------- |
| Australija             | 5        |
| Nizozemska             | 1        |
| Ujedinjeno Kraljevstvo | 4        |
| SAD                    | 2        |

## Glazbeni videospot
Brian De Palma je režirao spot snimljen na koncertu koji je vjerojatno najpoznatiji po pojavljivanju Courteney Cox kao obožavateljice koju Springsteen poziva na pozornicu i zapleše s njom. Iako se Cox prije toga pojavljivala u televizijskim reklamama i imala druge uloge, smatra se kako je pojavljivanje u spotu odigralo veliku ulogu u lansiranju njene karijere.
Spot je snimljen u lipnju 1984. u St. Paul's Centeru u St. Paulu u Minnesoti, prije i tijekom prvog koncerta na Born in the U.S.A. Toura. Dovršeni spot se potom 10. srpnja počeo emitirati na MTV-u i na taj način pomogao upoznavanju mlađe publike sa Springsteenovim opusom.

## Remiksi
U prvom pokušaju da približi Springsteenovu glazbu plesnoj i klupskoj publici, te privuče obožavatelje drugih etničkih skupina, remiks majstor Arthur Baker je skladao 12-inčni "Blaster Mix" pjesme "Dancing in the Dark", na kojem je potpuno preradio albumsku verziju. Tomovi, cimbalo, gloknšpil bili su sinkronizirani, dionice pratećih vokala, basa i sintesajzera te efekti pucnjeva iskrivljeni. Springsteenov vokal je isjeckan, udvostručen te su mu dodani efekti jeke pa su neke rečenice kao što su "You sit around getting older" i "Heeey, baby!" bile još istaknutije. Remiks je objavljen 2. srpnja 1984.
Uradak je rezultirao mnogim medijskim napisima o Springsteenu, ali i puštanjem u klubovima; remiks je zauzeo 7. mjesto Billboardove ljestvice Hot Dance Music/Club Play, a 1984. je u SAD-u najveći profit ostvario od prodaje 12-inčnog singla. Međutim, mnogi su Springsteenovi privrženi rock obožavatelji, koji su bili sumnjičavi i prema zvuku originalne pjesme "Dancing in the Dark", odbacili plesni remiks. Baker je kasnije ljutito izjavio: "Stvarno sam uvrijeđen. U čemu je razlika? Ima jebeni gloknšpil, koji je Bruce koristio i prije, prateće vokale ... nema razlike. Vidite, da je ijedan takav remiks izašao prije, bez da je itko znao za postojanje druge verzije, nitko ne bi rekao ni riječi."

## Popis pjesama

### 7": Columbia / 38-04463
1. "Dancing in the Dark" - 3:59
2. "Pink Cadillac" - 3.33

### 12": Epic / TA4436
1. "Dancing in the Dark" (Produženi remiks) - 6:09
2. "Pink Cadillac" - 3.33

### 12": Columbia / 44-05028
1. "Dancing in the Dark" (Blaster miks) - 6:09
2. "Dancing in the Dark" (Radio) - 4:50
3. "Dancing in the Dark" (Dub) - 5:30

- B-strana singla, "Pink Cadillac",  bila je komična rockabilly priča o vrlinama (i porocima) osebujnog Cadillaca; 1988. je postala hit Natalie Cole koji se probio na 5. mjesto ljestvice singlova.

## Povijest koncertnih izvedbi
"Dancing in the Dark" bio je istaknuti broj na Born in the U.S.A. Touru 1984. i 1985., a obično je izvođena kao druga pjesma u drugom setu. Nadovezujući se na spot, završetak pjesme je produživan dok bi Springsteen u prvim redovima tražio djevojku koja će doći na pozornicu i zaplesati s njim. To je postao problem za zaštitare jer su se obožavateljice htjele progurati što bliže pozornici. Kad bi se popele na pozornicu, neke su obožavateljice plesale dobro, druge su samo htjele zagrljaje, dok su se neke znale smrznuti.
Tijekom Tunnel of Love Express Toura 1988., pjesma je bila izvođena kao predzadnja u drugom setu, ali se i dalje odvijala rutina povlačenja djevojaka na pozornicu. Međutim, početkom "Other Band" Toura 1992., pjesma je drastično prepravljena postavši spora, naporna tirada na električnoj solo gitari bez obožavatelja i plesanja. Ovakva interpretacija zadržala se nekih desetak puta prije nego što je maknuta sa set-liste.
Iako je to bio njegov najveći hit, "Dancing in the Dark" postupno je nestala sa Springsteenovih koncerata na jedno desetljeće, sve dok se nije ponovno pojavila na bisevima The Rising Toura 2002. i 2003. Tada je prezentirana u rock aranžmanu, na ovacije obožavatelja. Nakon toga je ponovno otišla u mirovinu.
Ponovno se pojavila na Magic Touru u jesen 2007., gdje je zamijenila "Waitin' on a Sunny Day" na bisu na kasnijim koncertima turneje. Pjesma je do 2008. izvedena 429 puta.

## Obrade
- Tina Turner je 1985. izvela pjesmu u završnici svojeg specijalnog koncerta u Tokiju te na drugim lokacijama tijekom Private Dancer Toura.
- Sastav Big Daddy iz Los Angelesa, koji se specijalizirao za snimanje suvremenih hitova u pop/rock aranžmanima pedesetih, obradio je 1985. "Dancing in the Dark". Obrada - izvedena u laid-back stilu Pata Boonea - postala je iznenadni hit u Ujedinjenom Kraljevstvu probivši se iste godine u top 40.
- Adam Sandler izveo je 1994. pjesmu tijekom epizode Saturday Night Livea koju je vodila Courteney Cox. Sandler je obukao uske traperice i zasukanu bijelu košulju, našalivši se na račun glazbenog spota u kojem se Cox pojavila sa Springsteenom.
- Folk pjevačica Mary Chapin Carpenter izvela je pjesmu na akustičnoj turneji krajem devedestih. Rolling Stone nazvao je obradu "suptilnom, ali uzbudljivom obradom Bossova hita koja je za promjenu pustila stihovima da dišu."[3] Njezina koncertna verzija objavljena je na B-strani singla iz 1999. "Almost Home".
- Bluegrass sastav Greensky Bluegrass iz Kalamazooa u Michiganu izvodi obradu pjesme od 2004.
- Pete Yorm obradio je pjesmu na svom albumu Musicforthemorningafter iz 2002.
- U petoj sezoni Američkog idola, kasniji pobjednik Taylor Hicks je izveo pjesmu u finalu showa.
- Ted Leo and the Pharmacists i Tegan and Sara redovito izvode pjesmu na svojim koncertima.
- Tegan and Sara su snimili pjesmu za kompilacijski album Like a Version: Volume Two.
- Sastav The Snuggle Ups iz Oregona izvodi pjesmu na kompilacijskom albumu Bridging the Distance: a Portland, OR covers compilation.
- Amy MacDonald izvela je pjesmu kao baladu na radijskom koncertu za njemačku mrežu WDR2. Snimljena je početkom lipnja, a emitirana 15. lipnja 2008.

## Vanjske poveznice
- Stihovi "Dancing in the Dark"  Arhivirana inačica izvorne stranice od 12. ožujka 2009. (Wayback Machine) na službenoj stranici Brucea Springsteena